# Наталия Калинина (Прокопова)
Наталия Калинина (Прокопова) (род. 6 марта 1986, Минск, Белорусская ССР) — белорусская спортсменка, мастер спорта международного класса Республики Беларусь по художественной гимнастике, многократная призёрка чемпионатов Республики Беларусь, чемпионка Европы в отдельных видах (2001), призёр чемпионатов Европы и Кубков мира. Тренер по художественной гимнастике, бывший наставник сборной Латвии, главный тренер клуба GYMNASTIKA RG CLUB UAE.

## Биография
Родилась 6 марта 1986 года в Минске. С 1991 года занималась художественной гимнастикой, представляла клуб «Динамо» (Минск). Первым тренером Наталии была С. В. Бурдзевицкая. Позднее тренировалась под руководством И. Ю. Лепарской, Т. Е. Ненашевой, И. Ф. Лагуновой, М. В. Лобач и Л. Г. Лукьяненко.
В 1999 году вошла в состав национальной сборной Республики Беларусь по художественной гимнастике. Выступала под фамилией Прокопова.
В 2003 году завершила спортивную карьеру из‑за серьёзной травмы колена. Медицинское заключение сделало дальнейшее продолжение профессиональных выступлений невозможным.
19 июня 2004 года вышла замуж за латвийского футболиста Андрея Калинина. В браке родила двоих детей — дочь Марию (2005) и сына Артёма (2019). Развелась в 2022 году.

## Спортивная карьера
- 1991 — начала заниматься художественной гимнастикой.
- 1999 — 4-е место в групповых упражнениях на чемпионате Европы по художественной гимнастике в составе сборной Беларуси.
- 2001 — чемпионка Европы в отдельных видах.[2]
- 2001 — бронзовая медаль в многоборье (группы) на чемпионате Европы.[2]
- 2003 — бронзовая медаль в отдельных видах на чемпионате Европы.
- Участница и призёрка Кубков мира и этапов Гран-при по художественной гимнастике.[3]
- Завершила карьеру в 2003 году по причине травмы колена.

### Результаты на международной арене
| Год       | Турнир                      | Место  | Дисциплина           |
| --------- | --------------------------- | ------ | -------------------- |
| 1999      | Чемпионат Европы            | 4      | Групповые упражнения |
| 2001      | Чемпионат Европы            | 🥇     | Отдельные виды       |
| 2001      | Чемпионат Европы            | 🥉     | Многоборье (группы)  |
| 2003      | Чемпионат Европы            | 🥉     | Отдельные виды       |
| 2000-2003 | Кубки мира и этапы Гран-при | 🥇🥈🥉 | Различные дисциплины |

## Тренерская деятельность
С 2007 по 2023 год работала тренером по художественной гимнастике в Латвии. Была тренером сборной Латвии по художественной гимнастике в групповых упражнениях. Под её руководством гимнастки представляли страну на международных турнирах, а также на чемпионатах Европы и мира в юниорской и сеньорской категориях.
Кроме тренерской работы, занималась организацией и проведением международных турниров по художественной гимнастике в Латвии:
- «Līgo Visi»
- «Rīgas Pērle»
- «GYMNASTIKA Solo Cup»
- «Anastasia Cup»
- «LIMBA Cup»

После 2023 года переехала в Дубай, где стала главным тренером клуба GYMNASTIKA RG CLUB UAE. Организатор международных турниров, включая ANASTASIYA SUMMER CUP 2025.

## Достижения
- Мастер спорта международного класса Республики Беларусь.
- Чемпионка Европы (2001, отдельные виды).
- Призёр чемпионатов Европы (2001, 2003).
- Многократная призёрка Кубков мира и этапов Гран-при.
- Тренер сборной Латвии по художественной гимнастике (2007—2023).